# Vanraure Hachinohe
Vanraure Hachinohe (jap. ヴァンラーレ八戸 Vanrāre Hachinohe) ist ein japanischer Fußballverein aus Hachinohe in der Präfektur Aomori. Er spielt seit 2019 in der J3 League.

## Geschichte
Der Verein wurde 2006 als Fusion zwischen Hachinohe Kōgyō Old Boys (八戸工業OB, Hachinohe Technical Old Boys) – ein Team aus ehemaligen Studenten der „Technischen Oberschule Hachinohe“ (青森県立八戸工業高等学校 Aomori kenritsu Hachinohe kōgyō kōtō gakkō) – und dem Nango FC (南郷FC, Nangō Efu Shī) aus dem 2005 nach Hachinohe eingemeindeten Dorf Nangō gegründet. Vanraure wurde direkt in die Division 2, Staffel Nord der Tōhoku-Regionalliga eingegliedert und hielt sich dort zunächst mehrere Jahre, ohne jedoch groß in Erscheinung zu treten.
Am 11. März 2011 wurde die Stadt Hachinohe wie die gesamte Region Tōhoku von einem starken Erdbeben mit anschließendem Tsunami verwüstet. Infolgedessen wurde die Saison der Division 2 verkürzt; beide Staffeln der Division wurden zusammengelegt und der Aufstieg in die Division 1 ausgesetzt – zum Leidwesen von Vanraure, das ausgerechnet in dieser Spielzeit die Meisterschaft gewann. Der verpasste Aufstieg wurde jedoch schon ein Jahr später nachgeholt; nach einem zweiten Platz in der regulären Saison konnte man sich im Aufstiegs-Playoff gegen Cobaltore Onigawa durchsetzen.
In der neuen Spielklasse wurde Vanraure 2013 auf Anhieb Vizemeister und musste nur Grulla Morioka den Vortritt lassen. Das starke sportliche Abschneiden sorgte jedoch in Verbindung mit der erfolgreichen Bewerbung um den Status als J. League-Hundertjahrplan-Verein für einen erneuten Aufstieg, dieses Mal als Nachrücker in die durch die Gründung der J3 League dezimierte Japan Football League. Nach einem Eingewöhnungsjahr in der JFL gewann man 2015 die erste Halbserie, was zur Teilnahme an den Meisterschaftsendspielen berechtigte. Dort verlor man gegen Sony Sendai nach ausgeglichenem Hin- und Rückspiel erst im Elfmeterschießen. Am Ende der Saison 2017 verfehlte Vanraure Hachinohe den für den Aufstieg mindestens notwendigen vierten Platz noch knapp, ehe ein Jahr später mit Platz 3 endlich die Qualifikation für die J3 League gelang.

## Erfolge
- Tōhoku League Division 2

Sieger: 2011
- Tōhoku League Division 2 North

2. Platz: 2010, 2012
- Tōhoku League Division 1

2. Platz: 2013
- Japan Football League

Sieger 1. Halbserie: 2015

## Stadion

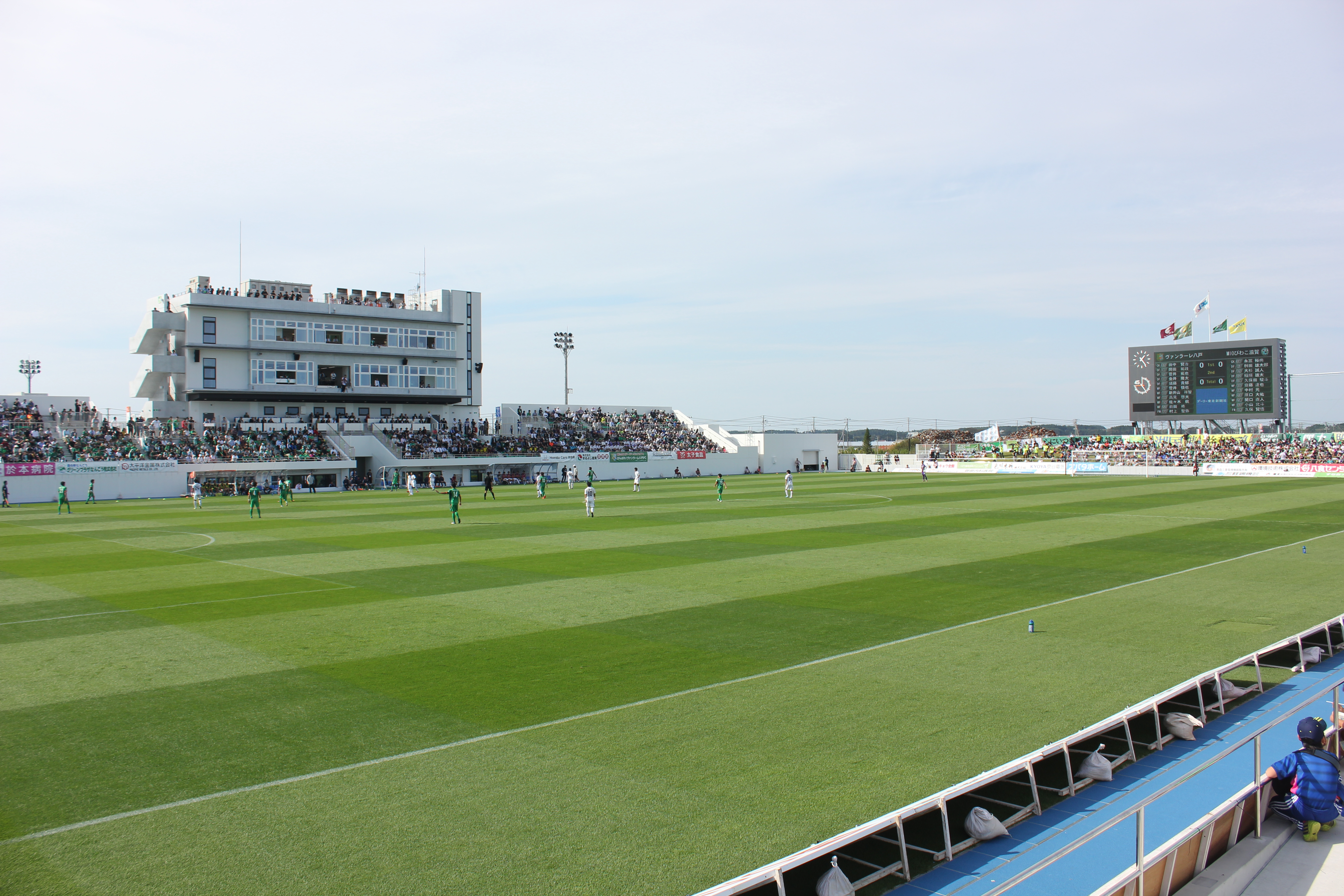
PRIFOODS Stadium

Seine Heimspiele trägt der Verein im Prifoods Stadium, auch bekannt als Hachinohe Taga multipurpose playground Daihatsu Stadium oder Daihatsu Stadium, in Hachinohe in der Präfektur Aomori aus. Das Stadion hat ein Fassungsvermögen von 5200 Personen.
Koordinaten: 40° 35′ 25,7″ N, 141° 27′ 22,1″ O

## Spieler
Stand: März 2023
| Nr. |       | Position | Name               |
| --- | ----- | -------- | ------------------ |
| 1   | Japan | TW       | Peter Kwame Aizawa |
| 3   | Japan | AB       | Yusuke Hasegawa    |
| 4   | Japan | AB       | Mizuki Aiba        |
| 5   | Japan | AB       | Daisuke Inazumi    |
| 6   | Japan | AB       | Masanobu Komaki    |
| 7   | Japan | MF       | Aoi Sato           |
| 8   | Japan | ST       | Takuya Miyamoto    |
| 9   | Japan | MF       | Yūya Himeno        |
| 10  | Japan | MF       | Shōchi Niiyama     |
| 11  | Japan | ST       | Kai Sasaki         |
| 13  | Japan | TW       | Shōgo Ōnishi       |
| 14  | Japan | MF       | Kōki Maezawa       |
| 15  | Japan | ST       | Taichi Sakuma      |
| 17  | Japan | MF       | Naoya Senoo        |

| Nr. |       | Position | Name             |
| --- | ----- | -------- | ---------------- |
| 18  | Japan | AB       | Haruki Mitsuda   |
| 19  | Japan | AB       | Shintaro Kato    |
| 20  | Japan | AB       | Kōdai Minoda     |
| 22  | Japan | MF       | Ryō Watanabe     |
| 24  | Japan | MF       | Naoyuki Yamada   |
| 27  | Japan | MF       | Kazuya Niwa      |
| 28  | Japan | MF       | Shunsuke Ebata   |
| 29  | Japan | MF       | Kosuke Takebe    |
| 30  | Japan | MF       | Riku Yamauchi    |
| 32  | Japan | MF       | Masashi Kokubun  |
| 33  | Japan | TW       | Hayate Tsuta     |
| 39  | Japan | AB       | Teppei Chikaishi |
| 48  | Japan | MF       | Yūki Aida        |

## Saisonplatzierung
| Saison | Liga   | Teams | Pos. | Zuschauer | Kaiserpokal |
| ------ | ------ | ----- | ---- | --------- | ----------- |
| 2006   | TSSL2N | 8     | 4.   |           | -           |
| 2007   | TSSL2N | 8     | 6.   | 65        | -           |
| 2008   | TSSL2N | 8     | 4.   | 63        | -           |
| 2009   | TSSL2N | 8     | 3.   | 221       | -           |
| 2010   | TSSL2N | 8     | 2.   | 271       | 1. Runde    |
| 2011   | TSSL2  | 11    | 1.   | 192       | -           |
| 2012   | TSSL2N | 8     | 2. ▲ | 226       | 1. Runde    |
| 2013   | TSSL1  | 10    | 2. ▲ | 598       | 2. Runde    |
| 2014   | JFL    | 14    | 9.   | 763       | 2. Runde    |
| 2015   | JFL    | 16    | 2.   | 1.015     | 1. Runde    |
| 2016   | JFL    | 16    | 7.   | 1.754     | 1. Runde    |
| 2017   | JFL    | 16    | 5.   | 2.106     | 3. Runde    |
| 2018   | JFL    | 16    | 3. ▲ | 2.208     | -           |
| 2019   | J3     | 18    | 10.  | 1.760     | 3. Runde    |
| 2020   | J3     | 18    | 15.  | 666       | -           |
| 2021   | J3     | 15    | 13.  | 1.137     | 3. Runde    |
| 2022   | J3     | 18    | 10.  | 1.503     | 1. Runde    |
| 2023   | J3     | 20    | 7.   | 1.890     | 1. Runde    |
| 2024   | J3     | 20    | 11.  | 1.728     | 2. Runde    |
| 2025   | J3     | 20    |      |           |             |

JFL: Japan Football League (4. Ligaebene)
TSSL1: Tōhoku Shakaijin Soccer League Division 1 (5. Ligaebene)
TSSL2(N): Tōhoku Shakaijin Soccer League Division 2 (Nord) (6. Ligaebene)
Anmerkung: In der Saison 2011 wurde die TFL2 nicht in einer Nord-/Südstaffel ausgetragen, sondern in einer einzigen Liga mit 11 teilnehmenden Vereinen.

## Trainerchronik
| Trainer             | Nation | von             | bis             |
| ------------------- | ------ | --------------- | --------------- |
| Matsuichi Yamada    | Japan  | 1. Februar 2010 | 31. Januar 2015 |
| Kazuhito Mochizuki  | Japan  | 1. Februar 2015 | 31. Januar 2017 |
| Tetsuji Hashiratani | Japan  | 1. Februar 2017 | 31. Januar 2018 |
| Masahiro Kuzuno     | Japan  | 1. Februar 2018 | 31. Januar 2019 |
| Atsuto Ōishi        | Japan  | 1. Februar 2019 | 31. Januar 2020 |
| Masafumi Nakaguchi  | Japan  | 1. Februar 2020 | 31. Januar 2021 |
| Masahiro Kuzuno     | Japan  | 1. Februar 2021 | 13. Juni 2022   |
| Ryo Shigaki         | Japan  | 13. Juni 2022   | 31. Januar 2023 |
| Nobuhiro Ishizaki   | Japan  | 1. Februar 2023 | heute           |